# Poljani (Grubišno Polje)
Poljani is een plaats in de gemeente Grubišno Polje in de Kroatische provincie Bjelovar-Bilogora. De plaats telt 319 inwoners (2001).